# 戴明寶
戴明寶（？—？），南東海郡丹徒縣人。戴明寶是宋孝武帝的倖臣，得勢時行為驕縱，常收納賄賂。

## 生平
元嘉三十年（453年），宋孝武帝起兵討伐劉劭，戴明寶時為典籤，與戴法興及蔡閑皆轉任參軍督護。同年孝武帝即位，三人皆轉南臺侍御史，同兼中書通事舍人。大明二年（458年），孝武帝追論當年他們三人的功勳，封明寶為湘鄉縣男，食邑三百戶，後明寶轉吳外散騎侍郎，給事中。作為恩倖，孝武帝將內外雜事都交給明寶處理，而戴明寶及戴法興都和很多人交通，收納賄賂，但凡他們舉薦的人都成功，故其家每天門庭若市，家產亦大增。明寶就更為驕縱，其長子戴敬更曾和皇家爭買物品，甚至一次六宮出行，戴敬穿著盛裝騎馬在車隊左右來來回回，令孝武帝大怒，賜死了戴敬，戴明寶也被繫於尚方，但不久就得厚諒，還是像昔日那樣重用。
大明三年（459年），孝武帝要對付竟陵王劉誕，派了垣閬為新任兗州刺史，讓戴明寶及一些羽林軍隨其上任，意欲找機會將劉誕抓住。他們到廣陵後，戴明寶將圖謀夜報劉誕典籤蔣成，要求他翌日早上開城門作接應。不過蔣成將事告許給府舍人許宗之，劉誕從許宗之口中得知事實後立即準備反抗。至明早，明寶等數百人到城外，等到天亮門也不開，原來劉誕已經讓士兵列陣，接著就開門讓心腹帶領壯士進攻他們，垣閬等人被殺，戴明寶逃跑，經海陵逃返建康。後轉南清河太守。
大明八年（464年），孝武帝去世，前廢帝即位，當時大權都給了戴法興，明寶權勢不再，改任宣威將軍、南東莞太守。景和元年（465年）獲增邑一百戶。宋明帝即位後不久，全國各方皆支持尋陽義嘉政權，明帝朝廷忙於討伐，以明寶是舊人，經歷過不少軍事事件，於是讓他為前軍將軍。泰始二年（466年）尋陽朝廷被消滅了後，載明寶獲轉宣威將軍、晉陵太守，進爵湘鄉縣侯，增邑四百戶；不過翌年就被揭發在處理軍務時受賄而被削爵，繫於尚方。明寶不久又獲原諒，任安陸太守，加寧朔將軍。後歷游擊將軍，驍騎將軍，武陵內史，宣城太守，驃騎司馬等職。昇明年間因年老而拜太中大夫，後病死。